# Callilepis (roślina)
Callilepis DC. – rodzaj roślin z rodziny astrowatych (Asteraceae). Obejmuje 5 gatunków. Występuje naturalnie w południowej Afryce.

## Systematyka
Pozycja według APweb (aktualizowany system APG III z 2009)
Jeden z rodzajów plemienia Gnaphalieae z podrodziny Asteroideae w obrębie rodziny astrowatych (Asteraceae) z rzędu astrowców (Asterales) należącego do dwuliściennych właściwych.
Wykaz gatunków
- Callilepis caerulea (Hutch.) Leins
- Callilepis lancifolia Burtt Davy
- Callilepis laureola DC.
- Callilepis leptophylla Harv.
- Callilepis salicifolia Oliv.